# Eloísa del Pino Matute
María Eloísa del Pino Matute, nacida en Soria, es una politóloga española. Desde junio de 2022 preside el Consejo Superior de Investigaciones Científicas (CSIC).

## Biografía
Eloísa del Pino es doctora en Ciencia Política por la Universidad Complutense de Madrid (UCM) y el Instituto de Investigación Ortega y Gasset (IUIOG). Es también licenciada en Ciencias Políticas por la UCM y en Derecho por la Universidad Nacional de Educación a Distancia (UNED). Su tesis doctoral versó sobre las Las percepciones y las preferencias de los ciudadanos sobre las administraciones públicas, las políticas y los servicios públicos en España. Asimismo, posee un máster en Organización y Recursos Humanos (ESIC).

## Trayectoria
Comenzó su carrera como investigadora en el Departamento de Gobierno y Administración del IUIOG (1994-1998). Fue profesora contratada doctora de Ciencia Política y de la Administración en la Universidad Rey Juan Carlos (1995-2007) y más tarde profesora honorífica en la Universidad Autónoma de Madrid (2007-2008). En 2007 ingresó como científica titular en el Instituto Políticas y Bienes Públicos (IPP) del CSIC.
Respecto a su carrera académica, ha sido investigadora visitante en la Universidad de Oxford, 2016-17; del Centre d’Études et de Recherche sur la Vie Locale (CERVL) del Institut d' Etudes Politiques/CNRS, Burdeos; en la School of Social Policy and Social Research, Universidad de Kent; School of Political Studies, Universidad de Ottawa; profesora invitada en la Pontificia Universidad Católica del Ecuador. 
Ha dirigido/participado en 27 proyectos/contratos de investigación sobre la reforma de la gestión pública, las políticas sociales y el estado de bienestar en perspectiva comparada. Ha participado en 28 informes de análisis de políticas públicas en los sectores social, sanitario, educativo o de reforma de la administración. Es autora o editora de 10 libros, 39 capítulos y 34 artículos en revistas como Public Administration Review, Journal of Comparative Policy Analysis: Research and Practice, Internat Review of Administrative Sciences, The Journal of Social Policy, Publius, South European Politics and Society, The Journal of Social Security, Science and Public Policy, Performance and Management Review, Pôle Sud, Rev. Esp de Inv Sociológicas, Papeles de Economía Española, Reforma y Democracia; y editoriales como Oxford University Press, Routledge, Rowman & Littlefield, Palgrave MacMillan, Ashgate, y Peter Lang. 
Por lo que se refiere a su experiencia en la gestión pública, a lo largo de su carrera, ha trabajado en organismos públicos relacionados con su especialidad científica. Fue Subdirectora de Análisis Institucional, División Evaluación de Gasto Público, AIReF (2021 a 2022). trabajando en la evaluación de políticas públicas. Entre 2018 y 2020 fue directora del gabinete de la ministra de Sanidad, Consumo y Bienestar Social, María Luisa Carcedo. Dirigió el Observatorio de Calidad de los Servicios, AEVAL, Ministerio de Política Territorial (2009-11)
Fue también secretaria de redacción de la Revista Española de Ciencia Política entre 2005 y 2007. Actualmente, dirige la Revista Gestión y Análisis de Políticas Públicas y es editora de Agenda Pública. Imparte docencia en estudios de postgrado del Centro de Estudios Políticos y Constitucionales, el IUIOG, el Instituto Nacional de Administración Pública, la UCM, la URJC, la Fundación Internacional y para Iberoamérica de Administración y Políticas Públicas o la Universidad Carlos III. Colabora habitualmente en los medios de comunicación . 
Ha recibido los siguientes premios:
- Premio al mejor artículo científico del año de la Asociación Española de Ciencia Política (del Pino, E, Calzada, I y Díaz-Pulido, JM 2016 Conceptualizing and Explaining Bureauphobia. en Public Administration Review, 76:725-736);
- Premio INAP al Trabajo de Investigación sobre las Administraciones Públicas Iberoamericanas, 2006;
- 3.º premio CLAD y Banco Mundial sobre Reforma del Estado y Modernización de la Administración, 2003;
- Premio por la contribución de la investigación al avance de la Justicia Social, Asociación de Directores y Gerentes de Servicios Sociales, 2022.
- Premio Sanitarias a la Dirección y Gestión, Redacción Médica 2023.

El 21 de junio de 2022 fue nombrada presidenta del Consejo Superior de Investigaciones Científicas (CSIC) sustituyendo a Rosa Menéndez.